# 黃武雄
黃武雄 （英語：Wu-Hsiung U. Huang），台灣數學家、教育思想家、教育改革者、文化評論與社會運動者、作家，筆名鄭本、阿南、南遲、黃南、黃牧等，本名仲昭。曾任台灣大學數學系教授（1972–2011），專業微分幾何。1970年代，為教育部編寫數學教材，實地試教高中數學，巡迴五十多所中學，討論數學教育。另進行大規模的農村調查，了解劇變中的台灣農村，累積草根經驗，同時在第二線支持台灣民主運動。1980-1990年代，提倡校園民主，籌備人本教育促進會，著書立說，為人本主義奠定理論基礎。1990中期，發起民間教育改造運動，並倡議普設社區大學。2000年之後，倡議闢設環島千里步道，涉足環境保護運動。同時持續筆耕，在思想、教育、數學與經濟哲學方面，研究出書及發表論文。

## 生平與學經歷
黃武雄生於台灣新竹，父籍嘉義朴子。父親黃集榮係日治時期知識份子，台北高等學校七年制（尋常科）畢業，進九州帝國大學修習德國文學，於第四年祖父黃柔嚴命輟學回台。母親陳淑媛為日治時期代書陳招勝（妻盧氏）之女，受日治國民教育，並修習漢學。
1948年，黃武雄以本名黃仲昭入學，進豐原瑞穗國小，後隨父母在西部平原南北遷徙，每年轉校一次。1954年在台中大同國小畢業，考入台中一中，1957直升高中部。1960年保送進台大數學系。1966年赴美國萊斯大學數學研究所；1968年至加州大學Berkeley分校隨陳省身、Kobayashi與Blaine Lawson做論文；1970年4月回萊斯大學取得Ph.D，旋即赴密西根Wayne州立大學任教兩年。
1972年回台，由中央研究院與台大合聘，分別於1975與1976升任研究員及正教授。1983-1984，至史丹佛大學訪問，並授課常微分方程。
1972–1973年間藉擔任中研院數學研究所代理所長之便，申請研究計畫，進行全省農村抽樣調查。1974-5年間，替教育部編寫高中數學實驗教材，要求借調至彰化高中實地試教一年。1984年辭去中研院職務。1999年因創辦永和社區大學自台大辦理退休，翌年又回台大兼任，繼續授課大域微分幾何、變分法、橢圓微分方程。2011年退休。

## 社會互動
黃武雄除經常獲得專業研究獎助之外，對於教育文化與文學藝術有廣泛的興趣，以散文見長，1982年獲中國時報文學/散文推薦獎。《童年與解放》一書列為1994年聯合報年度十大最佳書籍，所畫繪本《那裡有條界線》得1997年小太陽獎。1991年與友人成立里巷工作室，策劃拍攝影片《笑罷童年》，至全國各地巡迴展出，討論教育結構的關鍵問題，為1994年410教改運動鋪路，該影片入選1993年世新年度十大紀錄片。
除著書之外，黃武雄一生寫過數百萬的評論文字，強調自由、理性、人類一家與多元文化，反對極權主義、民粹主義與種族歧視。主張參與式的民主、保護環境、尊重事實、知識解放，在這些基礎之上，爭取每一個體的自由，發展人的想像力與創造潛能，使人類的創造文明永續。在道德問題上，反對泛道德論調，強調善包含於真之中。

## 思想與研究
思想方面，主張人對世界的了解必須是整體。除開利益的糾葛與爭奪之外，人對世界片面與斷裂的認識，是世界紛擾不休的根源。著有《童年與解放》、《學校在窗外》等書，論述每一個孩子都有無限的潛能，更有參與世界的熱情，不因先天條件不同而異。準確的說，每一個孩子天生都有三項創造性特質：掌握整體特徵的能力，生之勇氣與沒有偏見。這些特質使每一個孩子都有無限發展的可能，除非它們受到壓抑。從這理論，黃武雄試圖揭露兒童如何學習語言的機制，並解決Noam Chomsky與Jean Paul Piaget兩家關於兒童語言學習的歷史爭論。他認為兒童係透過掌握語音發生時的整體情境，嘗試錯誤，了解字彙的涵義，亦即：用「整句/取代/試誤」的創造性學習，代替大人依賴「單字/文法/組合」的分析性學習。黃武雄釐清人的自然能力與文明能力。自然能力是每個人天生都擁有的，是人想像力與創造力的基礎。文明能力則植根於抽象。人的智商，檢測的只是抽象能力，不是人能力的全部。文明的特徵是抽象。抽象能力必須在文明社會中發展。
另一方面，黃武雄提出維生、互動與創造三項作為人類存在的根本趣向，以此詮釋人存在的意義與活著的動力；批判「維生肥大症」，指出在資源豐裕的社會，維生肥大症壓抑了人渴求互動與創造的存在趣向，這是社會與心理諸多問題的根源，也是教育從屬於經濟而變質的肇因。

### 教育理念
在台灣的教育實踐上，黃武雄著有《台灣教育的重建》、《教改中的左與右》、《教改怎麼辦？》、《教育四書》…等。主張釋放孩子的心智，並解除教師與學生之間的權力關係，使得孩子基於前述天生擁有的(三項)創造性特質，得以自由發展，孩子對於知識的「創造性學習」，不應被大人慣性的「分析性學習」完全取代。在近著《教育四書》中、提出「起惑點」的概念，與「網路取材自學共學，教師退居諮詢員的角色」，激發孩子內在的學習熱情，以取代沈悶無效率的傳統教學。
他主張學校教育必須而且「只須」做兩件事。1. 打開孩子的經驗世界；2. 發展其抽象能力。第三件事便是留白。
1994年4月10日所發動的410民間教改運動，提出；廣設高中大學、落實小班小校、推動教育現代化、制定教育基本法等四大訴求，就是為了從結構面上，為每一個孩子鋪陳有利的學習環境。
黃武雄釐清套裝知識與經驗知識。套裝知識是知識的骨架，經驗知識是血肉。人深入經驗知識才會發展出理性與批判思考，共同經營合理與符合人性的世界。但學校教育只著重套裝知識，在維生肥大的誘因下，藉由套裝知識把人分等分級分類，使知識工具化，使人的反思與自覺這重要的成分，從知識中抽離，這是世界紛擾不休的緣由。只有套裝知識的灌輸，沒有經驗知識的成長，造成人對知識普遍倦怠，亦發展不出內在一致的世界觀。他又指出十八世紀啟蒙時代，百科全書派認為知識普及可以增進人類福祉，但兩個世紀以來，壓迫與苦難仍然不斷，戰爭四起，屠殺的慘劇此起彼落，根本原因是十九世紀以來，普及的國民教育與中等教育，只傳授套裝知識，把知識工具化，未能在教育領域內深化經驗知識，培養獨立思考的個人。人云亦云的人民，看不到社會共同的福祉，容易被操控，讓集體意識膨脹，甚至附合獨裁者與民粹領袖的意志，帶來世界一次次深重的災難與浩刧。

### 研究專長
黃武雄數學研究的主要領域為微分幾何，他釐清cmc曲面（surface of constant mean curvature）的凸性問題，提出其上extremal domain的普遍意義，並證明凹狀區域如果存在則必然廣大，或延伸至邊界。在晚近的研究中，考慮cmc曲面上的變形域(deforming domains)，引入分析方法，提出set-continuity的概念，找到Jacobi場的結構性分佈。同時，他在經濟哲學方面有三篇重要的長篇論文，連續刊登在Social choice and welfare：針對Kenneth Arrow理性公共選擇不可能的impossibility school，提出另類觀點，認為該學派論點的根本問題在於其架構已經先天的排除了singularity的存在性。他重建新的架構，不先天排除singularity，因而證明理性公共選擇並非數學的不可能。三篇論文分別深入Baigent, Chichilnisky與Arrow的主要論述，予以分析與批判，並建立容許理性公共選擇的新架構。

## 教改爭議
410教改施行30周年，迄今爭議不斷，外界大多認為前中研院長李遠哲要負起最大的責任。但李於2024年7月9日接受網路媒體專訪時再度論及此事，直言廣設高中大學政策，來自於曾經任教於台大數學系教授的黃武雄建議 。黃尚未對此事做出回應。

## 著作與專書

### A 專業論文
- Aa. Huang, W.-H. (2024), "A global morse index theorem and applications to racobi fields on CMC surfaces", Commu. in Contemporary Math., (2024 2350064 (44 pages), open Access; Vol.26, no.10, Dec. 2024.
- Ab. Huang, W.-H. (2025), "Singularities and topological changes of deforming domains in manifolds", (2024), to appear.
- A1. Huang, W.-H. (2014), “Singularity and Arrow’s Paradox”, Social Choice and Welfare, vol. 42, No.3, 671-706. (全文 pdf)

- A2. Huang, W.-H. (2009), “Is a Continuous Rational Social Aggregation Impossible on Continuum Spaces?”, Social Choice and Welfare, vol. 32, No.4, 635-686. (全文pdf)

- A3. Huang, W.-H. (2004), “Is Proximity Preservation Rational in Social Choice Theory?”, Social Choice and Welfare, vol. 23, No.3, 315-332. (全文pdf)

- A4. W. H. Huang & C. C. Lin (1998), “Negatively Curved Sets on Surface of Constant Mean Curvature Are Large”, Archive of Rational Mechanics and Analysis 141: 105-116. (全文pdf)

- A5. J. T. Chen and W. H. Huang (1982), “Convexity of capillary surfaces in outer spaces”, Inventiones Mathematicae 67: 253-259.

- A6. Huang, W.-H. (1992), “Superharmonicity of Curvatures for Surfaces of Constant Mean Curvature”, Pacific Journal of Mathematics 152: 291-318. (全文pdf)

- A7. Huang, W.-H. (1993), Boundedness of Surfaces of Constant Sign Mean Curvature and the Phragmen Lindelof Problem, Advances in Geometric Analysis and Continuum Mechanics, International Press, Cambridge, 116-123.

- A8. Huang, W.-H. (1974), ＂Equivariant Method for Periodic Maps＂, Transactions of the American Mathematical Society 189: 175-183.

- A9. Huang, W.-H and Lin, C. C(2020), Geometry of Jacobi fields on CMC hypersurfaces of Euclidean spaces, working paper.

- A10. Huang, W.-H. (1994), Elliptic Solution Surfaces with Second Order Boundary Conditions, Technical Report, NTU.

- A11. Huang, W.-H. (2005), “Curvature Distribution and Maximum Principle of Curvatures on Elliptic Solution Surfaces”, Technical Report, NTU.

- A12. Huang, W.-H. (1983), “Level curves and minimal points of capillary surfaces over convex domains”, Bulletin of the Institute of Mathematics Academia Sinica, Volume 11, Number 3, 1983.

- A13. Huang, W.-H. (1977), “On the weak Riemannian degree of freedom”, Bulletin of the Institute of Mathematics Academia Sinica, Volume 5, Number 2, 1977.

- A14. W. H. Huang & A.-N. WANG (2009), “Cantor’s Sets and Kids’ Circle Drawing”, Technical Report, NTU.

- A15. Huang, W.-H. (1997),  “Singularities in Social Choice Theory–Democracy Is Not Mathematically Unsound”, Technical Report, NTU. (全文pdf)

- A16. 黃武雄 (2003)，「教改怎麼辦？（下）－向上層部分滲透」，教育研究月刊 106：頁70-89。

- A17. 黃武雄 (2003)，「教改怎麼辦？（中）－底層部分的改造」，教育研究月刊 106：頁57-69。

- A18. 黃武雄 (2003)，「教改怎麼辦？（上）－教改的架構與菁英思維」，教育研究月刊 106：頁53-56。

- A19. 黃武雄 (2002)，「獨立思考與主體經驗–比較通識教育與社區大學的理念」，教育研究月刊 100：頁32-45。

- A21. 黃武雄 (1989)，「通識教育、科學教育與數學教育(上)：理性的叛逆與解放」，通識教育季刊, n.1,2, p.1-17； 數學傳播季刊，第22卷第2期。  (全文pdf)

- A22. Wu-Hsiung U. Huang (1970), Integral formula in spheres, Ph.D. Thesis, Rice University.

- A23. Wu-Hsiung U. Huang (1969), Minimal submanifolds in complex projective spaces, Ph.D. Thesis, Rice University.

### B 書籍
- B1.《大域微分幾何》上、中、下三卷（2020初版），台大出版社。

- B2.《小樹的冬天》(2019初版)，新迪出版社。

- B3.《學校在窗外》(初版2003；再版2007/三版2013/教改20周年紀念版 2013)，左岸文化；簡體中文版2009，首都師範大學出版社。

- B4.《學校在窗外潮本》(2021網路時代版)，左岸文化。

- B5.《童年與解放》(初版1994/1996)，人本教育出版社；(簡體中文版2009)，首都師範大學出版社；《童年與解放衍本》(2004/教改20周年紀念版 2013) （页面存档备份，存于），左岸文化。

- 《台灣教育的重建》(初版1995/1997)，遠流出版社；(簡體中文版2011)，首都師範大學出版社。

- B7.《初等微分幾何講稿》(初版1978/1979/1980/1989/1993)，人間文化事業；（重新出版2021），新迪出版社。

- B8.《黑眼珠的困惑》(1995)，人本教育基金會。

- B9.【繪本】《那裡有條界線》(初版1997；國際版1998) （页面存档备份，存于），遠流出版社。

- B10.《中西數學思想的比較》(初版1980；再版1993)，萬人出版社/人間文化事業。

- B11.《如何教高中數學–改進中的數學教學》(1976)，正中書局。

- B12.《老師我們去哪裡？–談中學數學》，人本教育基金會。

- B13.《木匠的兒子》(1987)，聯經出版社。

- B14.《數學教室合輯》(1995)，人本教育基金會。

### C 研究計畫
- C1. 定號均曲率曲面的成長問題，臺北市 : 行政院國家科學委員會計畫，1995。
- C2. CMC曲面之穩定性及幾何行為，臺北市 : 行政院國家科學委員會計畫，1993。
- C3. 橢圓方程解曲面的內部幾何與其二階邊界條件，臺北市 : 行政院國家科學委員會計畫，1991。
- C4. Superharmonicity of curvature for surfaces of constant mean curvatures (橢圓方程自由邊界解的幾何形狀)，臺北市 : 行政院國家科學委員會計畫，1985。
- C5. 台灣農村調查，中央研究院 & 農復會 (行政院農委會前身) 補助計畫，1973～1975。
- C6. On the curvature of piecewise Riemannian Manifolds, NSC, ROC math. Research center, research report, Vol. 5 (1977)
- C7. The constant rank theorem in negatively curves space forms, NTU, Technical report (1992)

## 外部連結
黃武雄教授網站－學術研究
黃武雄教授網站